# Malevo Ferreyra
Mario Oscar Ferreyra, meglio conosciuto come Malevo Ferreyra (Dipartimento di Cruz Alta, 17 giugno 1945 – San Andrés, 21 novembre 2008), è stato un poliziotto argentino, capo della polizia argentina accusato di aver commesso "crimini contro l'umanità" durante la Guerra sporca, tra cui eseguire torture su prigionieri politici.
È divenuto celebre per essersi tolto la vita sparandosi ad una tempia in diretta tv nel 2008, per sfuggire alla polizia che tentava di arrestarlo a causa dei crimini della Guerra Sporca e molteplici ed efferati omicidi attuati negli anni '90 su alcuni criminali argentini.

## Biografia
Malevo Ferreira nacque il 17 giugno 1945 nel Dipartimento di Cruz Alta, situato in Argentina nei pressi di San Miguel de Tucumán. Si arruolò nella polizia a soli 18 anni. Nonostante fosse ritenuto indatto fisicamente, riuscì ad entrare a farne parte grazie ad un parente. 
Nel 1973 venne coinvolto in uno scontro dei manifestanti della Juventud Peronista. Uno di questi lo colpì al viso con una bottiglia di vetro lasciandogli una cicatrice permanente. Due anni dopo, uccise Julio Alsogaray, militante della guerriglia Montoneros. Venne sospeso per due anni e cinque mesi dalla giunta militare, dopo l'accusa di violenza insensata da parte di un suo superiore. Tra il 1987 e il 1988 invece, fu accusato dell'omicidio di due membri di un'importante famiglia criminale. Uno di questi si chiamava Daniel Carrizo, che fu anche torturato prima della morte. 
Il 10 ottobre 1991, a Laguna de Robles, una località rurale nella zona nord di Tucumán, vennero ritrovati i corpi di tre presunti criminali. I loro nomi erano José "Coco" Menendéz, Hugo "Yagua Verde" Vera e Ricardo "El Pelado" Andrada. Ferreyra sostenne che i tre erano stati uccisi in uno scontro armato perché facenti parte di una pericolosa banda criminale. Venne accusato di essere l'autore degli omicidi e lui stesso si consegnò alla giustizia il 9 dicembre dello stesso anno. Il processo iniziò il 26 novembre 1993, ma venne dichiarato colpevole il 14 dicembre. Riuscì a fuggire dal tribunale, minacciando di far saltare in aria l'edificio con una granata portata al suo interno segretamente. Quindi scontò parte della pena.
Trascorse gli ultimi anni della sua vita nella sua casa di San Andrés, insieme alla moglie e ai figli. Nel 2008 venne accusato di aver commesso vari crimini durante la Guerra Sporca, e quando il 21 novembre venne raggiunto dalle forze dell'ordine, si arrampicò su una torre dell'acqua poco distante. Venne però raggiunto da dei giornalisti di Crónica TV, che stavano riprendendo l'evento. Dichiarò loro che "avrebbe preso qualsiasi misura per non tornare in prigione".
Improvvisamente, Ferreyra estrasse una pistola e si sparò ad una tempia, morendo in diretta tv, mentre l'intera nazione osservava gli avvenimenti. Le telecamere ripresero il tutto ad una distanza molto ravvicinata.